# Супер Кубок (Індія) з футболу 2024
Супер Кубок 2024 — (також відомий як Hero Super Cup), 4-й розіграш кубкового футбольного турніру в Індії, що утворився на заміну Кубку Федерації. У турнірі змагались 17 найкращих команд з І-Ліги та Індійської Суперліги. Титул володаря кубка вперше здобув Іст Бенгал.

## Календар
| Раунд                 | Дата             | Матчі | Клуби   |
| --------------------- | ---------------- | ----- | ------- |
| Кваліфікаційний раунд | 8 січня 2024     | 1     | 17 → 16 |
| Груповий раунд        | 9–22 січня 2024  | 24    | 16 → 4  |
| 1/2 фіналу            | 24–25 січня 2024 | 2     | 4 → 2   |
| Фінал                 | 28 січня 2024    | 1     | 2 → 1   |

## 1/2 фіналу
| Команда 1     | Рахунок | Команда 2  |
| ------------- | ------- | ---------- |
| 24 січня 2024 |         |            |
| Іст Бенгал    | 2:0     | Джамшедпур |
| 25 січня 2024 |         |            |
| Мумбай Сіті   | 0:1     | Одіша      |

## Фінал
| 28 січня 2024 16:00 (EEST) |

| Іст Бенгал                                   | 3:2 дч   | Одіша                            |
| -------------------------------------------- | -------- | -------------------------------- |
| Секар 51' Креспо 85' (пен.) Сілва 85' (пен.) | Протокол | Маурісіо 39' Джанух 90+9' (пен.) |

| Стадіон «Калінга», Бхубанешвар Глядачів: 10 121 Арбітр: Рамачандран Венкатеш |